# Phare de l’Espiguette
Der Phare de l’Espiguette ist ein 27 Meter hoher, quadratischer Leuchtturm in Südfrankreich. Er steht auf dem Gebiet der Stadt Le Grau-du-Roi im Département Gard an der Mittelmeerküste des Golfe du Lion.
Die Landspitze Espiguette ist ein großräumiges Dünengebiet (197 Hektar), das von der Conservatoire du littoral (französische Küstenschutz-Agentur, offizieller Name Conservatoire de l’espace littoral et des rivages lacustres) als Naturschutzgebiet klassifiziert wird.
Der Leuchtturm von Espiguette wurde im Jahre 1869 erbaut. Ursprünglich befand er sich nur 150 Meter von der Küstenlinie entfernt. Durch die Meeresströmung ist die Küste versandet, so dass er heute mehr als 700 Meter von der Küste entfernt steht. Das von einer 1000-Watt-Halogenlampe generierte Leuchtfeuer hat eine Reichweite von 24 Seemeilen und erzeugt durch eine rotierende Linse drei weiße Blitze (15 Sekunden).